# Rhadinus megalonix
Rhadinus megalonix là một loài ruồi trong họ Asilidae. Rhadinus megalonix được Loew miêu tả năm 1856.